# Liste von Persönlichkeiten der Stadt Düren
Diese Liste von Persönlichkeiten der Stadt Düren zeigt die Bürgermeister und Stadtdirektoren, Söhne und Töchter der Stadt – ohne Anspruch auf Vollständigkeit – sowie weitere Persönlichkeiten, die mit Düren verbunden sind.

## Bürgermeister und Stadtdirektoren
| Bürgermeister                         | Bürgermeister                         | Bürgermeister |
| Amtszeit                              | Name                                  | Anmerkung |
| ------------------------------------- | ------------------------------------- | --- |
| 1391 + 1399                           | Johann Vorne                          | |
| 1500                                  | Frambach von Birgel                   | |
| 1504                                  | Reiner Bock von Golzheim              | |
| 1505                                  | Johann von Thurre                     | |
| 1514 und 1550                         | Franz Bach                            | |
| 1520                                  | Gerhard Harper                        | |
| 1543, 1548 und 1554                   | Franz von Meißheim                    | Ritter |
| 1544                                  | Heinrich von Märken                   | |
| 1545 und 1551                         | Franz von Lechenich                   | |
| 1546, 1556 und 1562                   | Adam von Birgel                       | Ritter |
| 1547                                  | Guilhelm Deutgen                      | |
| 1549, 1557 und 1582                   | Johann Potz von Blankenberg           | |
| 1552                                  | Peter von Zevel                       | Ritter |
| 1553                                  | Mathäus von der Maer, genannt Losheim | Ritter |
| 1555                                  | Johann Rosarius oder Rosenkranz       | |
| 1558                                  | Bernhard Lautenbach                   | |
| 1559                                  | Rütger Kerris                         | |
| 1560                                  | Heinrich Haas                         | |
| 1561 und 1566                         | Adam Römer                            | |
| 1563                                  | Thomas von Jülich                     | |
| 1564                                  | Guilhelm Nörvenich                    | |
| 1565                                  | Johann Lohn                           | |
| 1567                                  | Bernhard Meyrad von Reifferscheid     | Ritter |
| 1568                                  | Gerhard von Herten                    | |
| 1569                                  | Johann von der Arck                   | |
| 1570                                  | Mathäus Mockel                        | |
| 1571                                  | Thomas von Inden                      | |
| 1572                                  | Bartholemäus Gohr                     | Ritter |
| 1573                                  | Erasmus von Langenbach                | genannt Gaffenrath |
| 1574, 1586, 1593 und 1610             | Guilhelm Tröster                      | |
| 1575, 1583 und 1610                   | Seger zum Putz                        | |
| 1576 und 1584                         | Philipp Mockel                        | |
| 1577                                  | Bernhard Kammertingk                  | |
| 1578 und 1594                         | Johann Lautenbach                     | |
| 1579                                  | Franz Merzenich                       | |
| 1580 und 1597                         | Johann Zumputz von Froitzheim         | |
| 1581                                  | Theodor von der Hutten                | |
| 1585                                  | Hermann Trostorff                     | |
| 1587                                  | Johann Kemp                           | |
| 1588                                  | Godschalk von Wandloe                 | |
| 1589                                  | Werner von Merode in Buir             | Ritter |
| 1590                                  | Franz Bach                            | |
| 1591                                  | Guilhelm Geir                         | |
| 1592                                  | Johann Potz                           | |
| 1593                                  | Matthäus Burvenich                    | |
| 1595                                  | Johann Trostorff                      | |
| 1596                                  | Johann Forst                          | |
| 1599, 1605 und 1608                   | Guilhelm Mockel von Veldenstein       | 1610 wurde er Richter |
| 1600                                  | Anton Kerris                          | |
| 1601                                  | Seger Zumpütz                         | |
| 1602                                  | Franz Kirbergh                        | genannt Haen |
| 1603                                  | Gerhard Schlüssel                     | |
| 1604                                  | Nikolaus Lehm                         | |
| 1606 und 1617                         | Johann Zumputz                        | |
| 1607 und 1616                         | Franz Mockel                          | |
| 1609 und 1628                         | Werner I. von Inden                   | |
| 1611                                  | Heinrich Palandt                      | |
| 1612                                  | Guilhelm Hambach                      | |
| 1613                                  | Thomas Steffens                       | |
| 1614 und 1620                         | Arnold Weimar von Merzenich           | Ritter |
| 1615                                  | Adam Mockel                           | |
| 1618                                  | Franz Boetz                           | |
| 1619, 1622, 1625, 1631, 1638 und 1655 | Johann Marx von Bergh                 | |
| 1621                                  | Bernhard Zumpütz                      | |
| 1623, 1629 und 1635                   | Johann Herl                           | |
| 1624, 1627, 1633 und 1641             | Adolph von Inden                      | |
| 1626 und 1637                         | Peter von Bergh                       | |
| 1630 und 1636                         | Arnold Imhove                         | |
| 1632                                  | Bernhard Imhove                       | |
| 1634, 1640 und 1646                   | Nikolaus Boetz                        | |
| 1639                                  | Sigismund Mockel                      | |
| 1642                                  | Adam von Herten                       | |
| 1643 und 1649                         | Wilhelm Kempen                        | |
| 1644                                  | Daniel von Bergh                      | |
| 1645 und 1648                         | Wilhelm Offermann                     | |
| 1647 und 1653                         | Werner II. von Inden                  | |
| 1650 und 1656                         | Johann Mockel                         | |
| 1651, 1654 und 1658                   | Matthäus Lorbach                      | |
| 1652 und 1661                         | Johann Hermann von Bergh              | |
| 1675, 1660 und 1664                   | Wilhelm Lersch                        | |
| 1659                                  | Bernard Mockel                        | |
| 1662                                  | Peter von Bergh                       | |
| 1663 und 1675                         | Wilhelm Nolden                        | |
| 1665                                  | Melchior Boetz                        | |
| 1666                                  | Cornelius Herzwurm                    | |
| 1667                                  | Wilhelm Kempen                        | |
| 1668                                  | Nikolaus Lehm                         | |
| 1669, 1677 und 1688                   | Johann Jakob Lopetz de Quintana       | |
| 1670, 1676 und 1682                   | Johann Werner von Bergh               | |
| 1671                                  | Franz Nikolaus Boetz                  | |
| 1672, 1680 und 1690                   | Rütger Pontz                          | |
| 1673 und 1679                         | Kaspar Ror                            | |
| 1674                                  | Heinrich Sippenbusch                  | welcher im selbigen Jahre starb |
| 1674                                  | Franz Nikolaus Boetz                  | |
| 1678                                  | Theodor Lersch (Leers)                | |
| 1681                                  | Peter Steinhauer                      | |
| 1683                                  | Johann Mockel                         | |
| 1684                                  | Bernhard Potz                         | |
| 1685, 1687 und 1689                   | Heinrich Wilhelm Mockel               | In diesem Jahr hat der Kurfürst die Wahl der Bürgermeister aus der Gemeinde abgeschafft und nur Schöffen und Alträte sollten wahlfähig sein. |
| 1686, 1692 und 1696                   | Werner Wirtz                          | |
| 1691, 1693 und 1707                   | Bernhard Mockel                       | |
| 1694                                  | Johann Nikolaus Lehm                  | |
| 1695, 1703 und 1709                   | Jakob Balthasar Thieck                | |
| 1697                                  | Anton Boetz                           | |
| 1698                                  | Johann Werner von Inden               | |
| 1699                                  | Gerhard Theodor Heymenberg            | |
| 1700, 1701 und 1710                   | Johann Gerhard Ricker                 | |
| 1702 und 1712                         | Bernard Kor                           | |
| 1704, 1708 und 1714                   | Albert Laufenbergh                    | |
| 1705 und 1711                         | Johann Werner Heupgen                 | |
| 1706                                  | Johann Peter Zumputz                  | |
| 1713, 1723 und 1739                   | Johann Neulings                       | Ab dem Jahre 1713 waren auch die Jungräte wahlfähig.                                                                                         |
| 1715 und 1720                         | Nikolaus Bontz                        | |
| 1716 und 1717                         | Johann Peter Lopetz de Quintana       | |
| 1718 und 1722                         | Johann Hubert Kannengießer            | |
| 1719 und 1735                         | Peter von Bergh                       | |
| 1721 und 1737                         | Andreas Gerard Friedrichs             | |
| 1724                                  | Doktor Dilckens                       | |
| 1725 und 1741                         | Arnold Robens                         | |
| 1726, 1742 und 1756                   | Salentin Krey                         | |
| 1727 und 1743                         | R. Stamm                              | |
| 1728 und 1731                         | Christian Ross                        | |
| 1729                                  | Franz Nikolaus Kannengiesser          | |
| 1730                                  | R. Scherpenseel                       | |
| 1732 und 1744                         | Werner von Inden                      | |
| 1733 und 1769                         | Abraham Effertz                       | |
| 1734                                  | Johann Wilhelm de Lemmen              | |
| 1736 und 1756                         | R. Frincken                           | |
| 1738 und 1748                         | Willibrord Linterman                  | |
| 1740 und 1750                         | Anton Ricker                          | |
| 1745                                  | Bernard Meisenberg                    | |
| 1747                                  | Christoph Pranghe                     | |
| 1749 und 1764                         | Johann Wilhelm Klein                  | |
| 1752                                  | Johann Wilhelm Daniels                | |
| 1753                                  | Joseph Heupgen                        | |
| 1754, 1760 und 1766                   | Joseph Fabri                          | |
| 1755                                  | Bernard Meisenberg                    | |
| 1757                                  | Peter Coenen                          | |
| 1758                                  | R. Ricker                             | |
| 1759 und 1779                         | Werner Kannengiesser                  | |
| 1761                                  | Franz Tillmann Dorft                  | |
| 1762, 1768 und 1778                   | Thomas Melchior Kannengiesser         | |
| 1763                                  | R. Zehnpfennig                        | |
| 1765, 1771 und 1783                   | Peter Scherpenseel                    | |
| 1767                                  | Anton Lünenschlotz                    | |
| 1770, 1780 und 1792                   | Heinrich Kor                          | |
| 1772 und 1782                         | Ambrosius Müllenweber                 | |
| 1773 und 1775                         | Arnold Koenen                         | |
| 1774 und 1784                         | Anton Dackweiler                      | |
| 1776                                  | Ferdinand Joseph Fabri                | |
| 1777                                  | Jakob Nikolaus Schoeller              | |
| 1781                                  | Anton Lejeune Dirichlet               | |
| 1785                                  | R. Brauweiler                         | |
| 1786                                  | R. Klein                              | |
| 1778                                  | R. Krey                               | |
| 1798–1831                             | Johann Heinrich Flügel                | |
| 1831–1848                             | Friedrich Günther                     | |
| 1849–1853                             | Thomas Josef Heimbach                 | |
| 1853–1868                             | Peter Carl Brauweiler                 | |
| 1868–1894                             | Hubert Jakob Werners                  | |
| 1894–1921                             | August Klotz                          | |
| 1921–1933                             | Ernst Overhues                        | |
| 1933–1942                             | Peter Josef Schmitz                   | |
| 1943–1944                             | Walter Küper                          | |
| 1945                                  | Alfred Stiegler                       | |
| 1945–1946                             | Ernst Hammans                         | |
| 1946–1948                             | Richard Bollig                        | |
| 1948–1950                             | Fritz Heusgen                         | |
| 1950–1951                             | Peter Geuer                           | |
| 1951–1952                             | Josef Koch                            | |
| 1952–1961                             | Heinrich Spies                        | |
| 1961–1972                             | Heinz Kotthaus                        | |
| 1972–1983                             | Wolfgang Vogt                         | |
| 1983–1984                             | Hans Becker                           | |
| 1984–1999                             | Josef Vosen                           | |
| 1999–2020                             | Paul Larue                            | |
| seit 2020                             | Frank Peter Ullrich                   | |

| Stadtdirektoren | Stadtdirektoren |
| Dienstzeit      | Name            |
| --------------- | --------------- |
| 1946–1948       | Robert Pütz     |
| 1948–1962       | Hans Brückmann  |
| 1962–1986       | Hubert Lentz    |
| 1986–1990       | Hans Lehmacher  |
| 1990–1998       | Eckhard Creutz  |

## Söhne und Töchter der Stadt

### A
- Ahrweiler, Alexander Theodor (1786–1868), Notar und Mäzen
- Aldinger, Walter (1904–1945), NSDAP-Politiker
- Amachaibou, Abdenour (* 1987), Fußballspieler
- Apfel, Alfred (1882–1941), Rechtsanwalt

### B
- Bach, Benedikt (1639–1720), Abt von Marienstatt
- Bachman, Kurt (1909–1997), Widerstandskämpfer
- Beck, Heinz (* 1966), Mediziner
- Becker, Hans (1929–2012), Bürgermeister
- Becks (* 1998), Musikerin und Sängerin
- Bendt, Helmuth (1939–1999), Autor und Fernsehmoderator
- Benrath, Karl (1845–1924), Kirchenhistoriker
- Binz, Franz (1896–1965), Reichstagsabgeordneter der NSDAP
- Binz, Peter (1901–1985), von 1931 bis 1945 NSDAP-Kreisleiter
- Bollig, Richard (1887–1964), Oberbürgermeister
- Borsdorff, Peter (* 1943), Marathonläufer und Spendensammler
- Bothe-Pelzer, Heinz (1916–2015), Schriftsteller, Drehbuchautor und Film-Herstellungsleiter
- Brauweiler, Peter Carl (1803–1871), Bürgermeister
- Breidenich, Markus (* 1972), Buchautor und Lyriker
- Breuer, Guido M. (* 1967), Krimiautor
- Breuer, Marita (* 1953), Schauspielerin
- Broscheit, Guido (* 1968), Schauspieler
- Bruns, Friedrich Karl (1947–2014), Diplomat
- Bühl, Gregor (* 1964), Dirigent
- Buerling, Jeanette (* 1964), Filmproduzentin
- Bruns, Hans-Jürgen (1908–1994), SS-Offizier und Rechtswissenschaftler in Greifswald, Posen und Erlangen
- Butz, Andreas (* 1965), Sportler und Buchautor

### C
- Çalışkan, Selmin (* 1967), ehemalige Generalsekretärin der deutschen Sektion von Amnesty International
- Capune-Kitka, Brigitte (* 1953), Politikerin
- Claßen, Erich (* 1973), Landesarchäologe, Konservator, Bodendenkmalpfleger und Prähistorischer Archäologe
- Clöben, Johann (im 17. Jahrhundert), Arzt
- Çokgezen, Serhat (* 1984), Schauspieler
- Coenen, Otto (1907–1971), Maler und Graphiker
- Cremer, Wilhelm Anton (1909–1981), Landrat des Kreises Düren

### D

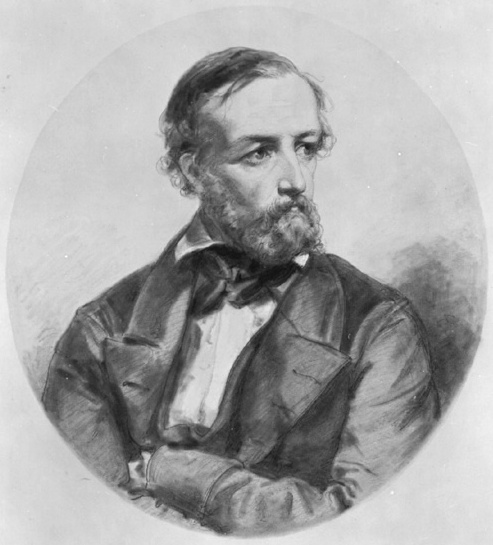
Peter Gustav Lejeune Dirichlet

- Dalwigk zu Lichtenfels, Adolf von (1860–1924), Regierungspräsident und Landrat
- Dalwigk zu Lichtenfels, Franz Hubertus von (1830–1896), Rittergutsbesitzer und Mitglied des Deutschen Reichstags
- Daniels, Wilhelm (1778–1845), Jurist und beigeordneter Oberbürgermeister in Aachen
- Dauven, Klaus (* 1966), Kunstpädagoge
- Decker, Arnold (1902–1987), Politiker und Ehrenbürger
- Decker, Karl Viktor (1934–2019), Prähistoriker
- Demary, Helmut (1929–2012), Gebrauchsgrafiker
- Didolff, Olaf (* 1971), Filmkomponist
- Dinslage, Wolfgang (* 1968), Autor und Filmregisseur
- Dippel, Horst (* 1942), Historiker und Hochschullehrer
- Dirichlet, Peter Gustav Lejeune (1805–1859), Mathematiker
- Donike, Alexander (* 1961), Radrennfahrer und Radsportfunktionär
- Donike, Manfred (1933–1995), Radfahrer, Anti-Doping Forscher, Leiter des Instituts für Biochemie an der Deutschen Sporthochschule Köln
- Drouve, Andreas (* 1964), Autor und Journalist
- Peter Christoph Düren (* 1964), römisch-katholischer Theologe, Autor und Verleger

### E
- Elbern, Victor H. (1918–2016), Kunsthistoriker
- Engels, Gert (* 1957), Fußballtrainer
- Engels, Johannes (* 1959), Althistoriker
- Ernst, Simon (* 1994), Handballspieler
- Eskens, Margot (1936–2022), Schlagersängerin
- Esser, Klaus (* 1981), Politiker (AfD)
- Esser, Otto (1917–2004), Arbeitgeberpräsident
- Esser, Wilhelm (1798–1854), Philosoph und Hochschullehrer

### F
- Fischbach, Peter Joseph (* 14. März 1806 in Düren, Département de la Roer; † 10. Februar 1870 in Berlin), deutscher Jurist, Friedensrichter und Heimatforscher sowie Abgeordneter im Preußischen Abgeordnetenhaus.
- Flügel, Johann Heinrich (1761–1831), Tuchfabrikant und Bürgermeister
- Frielingsdorf, Karl SJ (1933–2017), Jesuit sowie Religionspädagoge und Pastoralpsychologe
- Fritz, Volkmar (1938–2007), Archäologe

### G
- Gail, Adalbert (1941–2023), Indologe
- Geissler, Werner (1925–2000), Zauberer, Künstlername: Werry
- Giese, Joseph van der (1803–1850), Mundartdichter
- Giesenfeld, Günter (* 1938), Medienwissenschaftler
- Gipper, Helmut (1919–2005), deutscher Sprachwissenschaftler und Hochschullehrer
- Gombert, Bernhard (1932–2013), katholischer Pfarrer
- Gossen, Franz Heinrich (1776–1835), preußischer Regierungspräsident
- Gossen, Hermann Heinrich (1810–1858), preußischer Nationalökonom
- Gottfried, Hermann (1929–2015), Glasmaler
- Gottschalk, Tillmann (1905–1991), Mundartdichter und Autor
- Grouven, Karl (1872–1936), Dermatologe
- Gude, Helmut (1925–2001), Leichtathlet
- Günther, Otto (1855–?), Fossiliensammler
- Gülpen, Theodor van (1761–1840), Pastor Primarius an der Abteikirche des Benediktinerklosters Werden und Kanzleipräsident
- Güster, Ute (* 1957), Taekwondo-Sportlerin

### H
- Hagenau, Ina (* 1982), Sängerin
- Hamel, Carl (1870–1949), Arzt

Friedrich Honigmann

- Hamel, Georg (1877–1954), Mathematiker
- Hammans, Ernst (1898–1967), Oberbürgermeister
- Hammans, Hermann (* 1932), Priester und Dompropst zu Aachen
- Hannes, Wilfried (* 1957), Fußballnationalspieler in den 1980er Jahren
- Hasse, Ute (* 1963), Schwimmerin, olympische Silbermedaille
- Hausmann, Gottfried (1906–1994), Pädagoge
- Heimbach, Thomas Josef (1786–1853), Fabrikant und Bürgermeister
- Heinrichs, Wilfried (1925–?), Fußballspieler
- Henke, Rudolf (* 1954), Mediziner und Politiker (CDU), MdB
- Henrix, Sascha (* 1973), Radfahrer
- Herper, Horst (* 1936), Boxer
- Herzwurm, Georg (* 1961), Wissenschaftler
- Hillebrand, Bruno (1935–2016), Literaturwissenschaftler
- Hoegel, Gudo (* 1948), Schauspieler
- Hölzig, Annegret (* 1997), Volleyballspielerin
- Hoesch, Eberhard (1827–1907), Unternehmer
- Hoesch, Felix Alwin (1866–1933), Landwirt, Gutsbesitzer und Mitglied des Deutschen Reichstags
- Hoesch, Gustav (1818–1885), Unternehmer in Lendersdorf
- Hoesch, Hugo von (1850–1916), Papierindustrieller in Königstein und lebenslanges Mitglied der I. Kammer des Sächsischen Landtages
- Hoesch, Kurt (1882–1932), Chemiker
- Hoesch, Leopold (1820–1899), Gründer der Hoesch AG in Dortmund, Stifter des Leopold-Hoesch-Museums in Düren
- Hoesch, Viktor (1824–1888), Unternehmer in Lendersdorf
- Honigmann, Friedrich (1841–1913), Bergwerksunternehmer
- Honigmann, Moritz (1844–1918), Chemiker, Erfinder und Unternehmer
- Horn, Hans-Jürgen (* 1936), Altphilologe
- Horrmann, Heinz (1943–2025), Gastrokritiker, Journalist und Buchautor

### I
- Matthias von Inden (* um 1565; † 1626 oder 1627), Professor für Rechtswissenschaften und Rektor der Akademie Altdorf, jülich-bergischer Rat und Bürgermeister von Jülich
- Iven, Hans (1928–1997), MdB

### J
- Jacobs, Arthur M. (* 1958), Psychologe
- Jacobsen, Karin (1924–1989), Schauspielerin
- Janßen, Udo (* 1967), Arzt und Betriebswirt
- Jochims, Wilfried (1936–2024), Opernsänger (Tenor) und Gründungsrektor der Hochschule für Musik und Theater in Rostock
- Johnen, Christian (1862–1938), Jurist und Stenografiewissenschaftler
- Joopen, Peter-Paul (* 1958), Spieleautor
- Jügel, Carl Christian (1783–1869), Buchhändler

### K

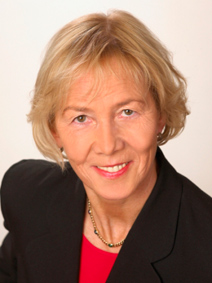
Elisabeth, gen. Liesel Koschorreck

- Kaiser, Franz (1888–1971), Architekt
- Kalobius, Renè (1959–2022), Koch und Autor
- Kals, Johann Wilhelm (1700–1788), reformierter Theologe
- Kamavuaka, Wilson (* 1990), Fußballspieler
- Karnott, Jennifer (* 1995), Badmintonspielerin
- Kaußen, Wolfgang (* 1953), Schriftsteller und Übersetzer
- Keller, Marcel (* 1960), Bühnenbildner und Regisseur
- Kleinert, Ernst (* 1952), Mathematiker und Philosoph
- Kloke, Katharina (* 1987), Bundestagsabgeordnete
- Klütsch, Georg (1951–2023), Fagottist und Hochschullehrer
- Koch, Hermann (1920–2002), AWO-Vorsitzender
- Koenen, Johann (1727–1805), Jurist
- Kolokotronis, Ruth (* 1985), Volleyball- und Beachvolleyballspielerin
- Konopka, Harald (* 1952), Fußballnationalspieler
- Koschorreck, Elisabeth (* 1952), Politikerin, ehem. MdL
- Kreutzer, Leo (* 1938), Literaturwissenschaftler, Hochschullehrer
- Krug, Konrad Maria  (1892–1964), Gymnasiallehrer, Landes-Verbandsvorsitzender Volkshochschulen
- Krumpen, Angela (* 1963), Autorin, Radiojournalistin, Moderatorin
- Kuckertz, Erwin (1924–2015), Pianist und Hochschullehrer Musikhochschule Köln
- Kufferath von Kendenich, Wilhelm (1939–2022), Schriftsteller
- Kurth, Josef (1894–1968), Komponist, Liedtexter und Sänger

### L

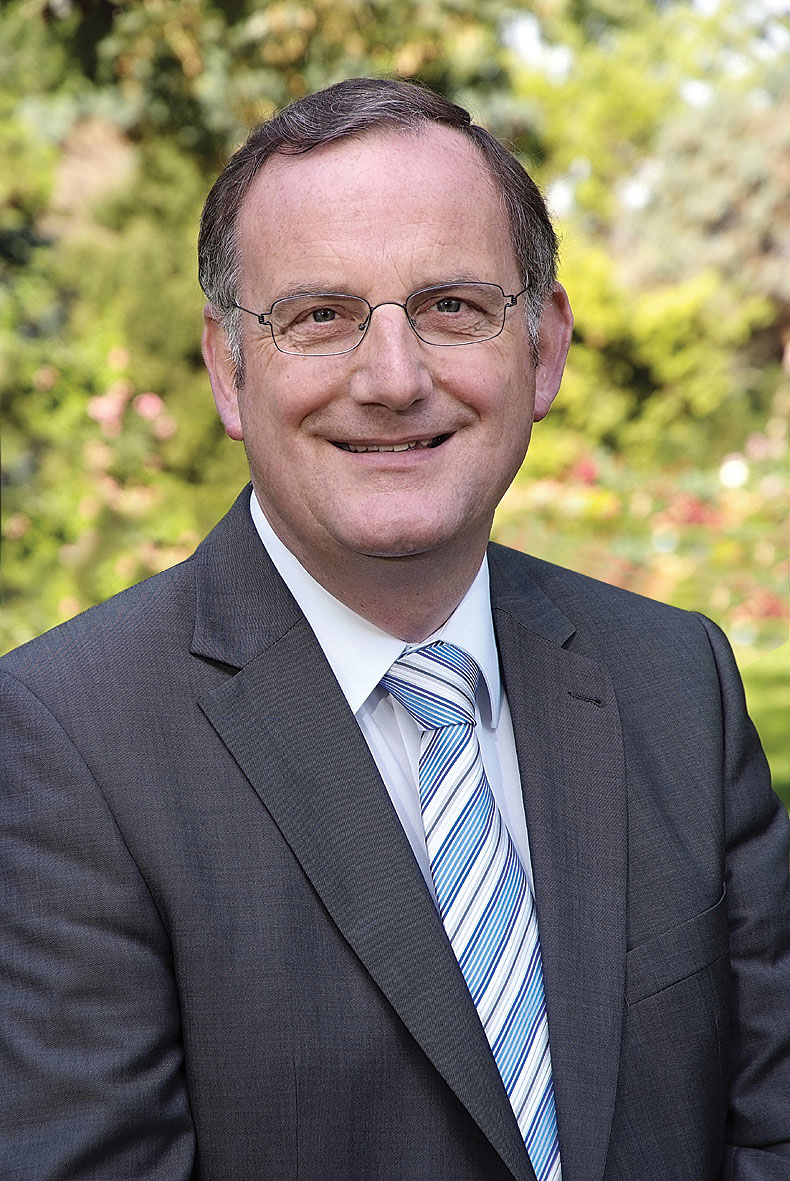
Paul Larue

- Lambert van Duren (1371–1418), Bürgermeister von Köln
- Lange, Carl Mathieu (1905–1992), Direktor der Sing-Akademie zu Berlin
- Larue, Paul (* 1956), Bürgermeister von 1999 bis 2020
- Lauterbach, Karl (* 1963), Politiker, Mediziner und Gesundheitsökonom
- Leisten, Rainer (1957–2017), Logistikwissenschaftler
- Lennartz, Jürgen (* 1957), Politiker (CDU)
- Lentz, Michael (* 1964), Schriftsteller, Musiker
- Lenze, Franz (1878–1937), Ingenieur, Industriemanager und Pionier der Ferngasversorgung
- Herbert Leroy (* 10. Januar 1936), Theologe, ordentlicher Professor der Universität Augsburg[3]

### M
- Mahlberg, Walter (1884–1935), Wirtschaftswissenschaftler
- Marks, Britta (* 1967), Dokumentarfilmerin, Regisseurin, Drehbuchautorin und Fernsehproduzentin
- Martin, Kurt (* 1946), Gewerkschafter
- Meïr, Isaak ben aus Düren, jüdischer Gelehrter im 14. Jahrhundert
- Meisenheimer, Wolfgang (* 1933), Architekt
- Mengden, Guido von (1896–1982), Sportfunktionär
- Merrem-Nikisch, Grete (1887–1970), Sopranistin
- Meurer, Leonhard (1916–1991), Pfarrer in Rölsdorf
- Miketta, Helga (* 1941), Halbmarathon-Weltmeisterin
- Milz, Alexander (* 1986), Schauspieler
- Moll, Florian (* 1991), Behindertensportler
- Moll, Ralf (* 1966), Ökotrophologe und Sachbuchautor
- Moritz, Christoph (* 1990), Fußballspieler
- Muhle, Klara (* 1990), Fußball-Torhüterin
- Mulartz, Johann Heinrich (1688–1777), Krankenhausgründer und Arzt
- Müller, Alex (* 1969), bildende Künstlerin
- Müller, Ernst (* 1954), Amateurboxer (deutscher Meister, Europameister)
- Müller, Eugen (1905–1976), Chemiker
- Müller, Helmut (1931–2012), ehemaliger Landtagsabgeordneter
- Müller, Olaf (* 1959), Kommunalbeamter und Krimiautor
- Müller, Philipp (* 1960), römisch-katholischer Theologe und Hochschullehrer
- Müller, Traugott (1895–1944), Filmregisseur und Bühnenbildner
- Münster, Robert (1928–2021), Musikwissenschaftler
- Münstermann, Per Christian (* 1999), Radsportler

### N
- Naki, Deniz (* 1989), Fußballspieler
- Nellen, Peter (1912–1969), Politiker
- Nesselrath, Arnold (* 1952), Kunsthistoriker
- Neuendorf, Bernd (* 1961), politischer Beamter (SPD), Journalist und Sportfunktionär
- Neuendorf, Silvio (* 1967), Kinderbuchautor
- Neumann, Claudia (* 1964), Sportjournalistin und Moderatorin
- Neumann, Tobias (* 1988), Volleyballspieler
- Nietan, Dietmar (* 1964), Politiker

### O
- Oberlaender, Gustav (1867–1936), deutsch-US-amerikanischer Unternehmer und Mäzen
- Ohrem, Kai (* 1978), Theaterregisseur
- Ohst, Ernst (1914–2000), Maler
- Osterkamp, Theodor (1892–1975), Jagdflieger und Generalleutnant

### P
- Paprotta, Astrid (* 1957), Schriftstellerin
- Paschen, Otto (1873–1947), Priester und Dompropst zu Köln
- Peil, Florian (1979), Sänger und Songwriter
- Peill, Leopold (1872–1941), Dürener Unternehmer und Gönner
- Peters, Hugo (1911–2005), Kunstpädagoge, Künstler und Schriftsteller
- Pfeifer, Valentin (1837–1909), Zuckerfabrikant Pfeifer & Langen in Köln
- Pfeiffer, Maris (* 1962), Filmregisseurin
- Pfeilm, Theo (1903–1973), Maler
- Pohl, Karl-Heinz „Kalle“ (* 1951), Musiker und Komiker
- Porschen, Peggy (* 1976), Autorin, Konditorin
- Pröfrock, Matthias (* 1977), Jurist und Politiker
- Prym, Eugen (1843–1913), Orientalist und Sprachwissenschaftler
- Prym, Friedrich (1841–1915), Mathematiker
- Pütz, Claudia (* 1958), Schriftstellerin
- Pütz, Robert (1895–1981), Oberbürgermeister

### R
- Rachel, Thomas (* 1962), Politiker, MdB

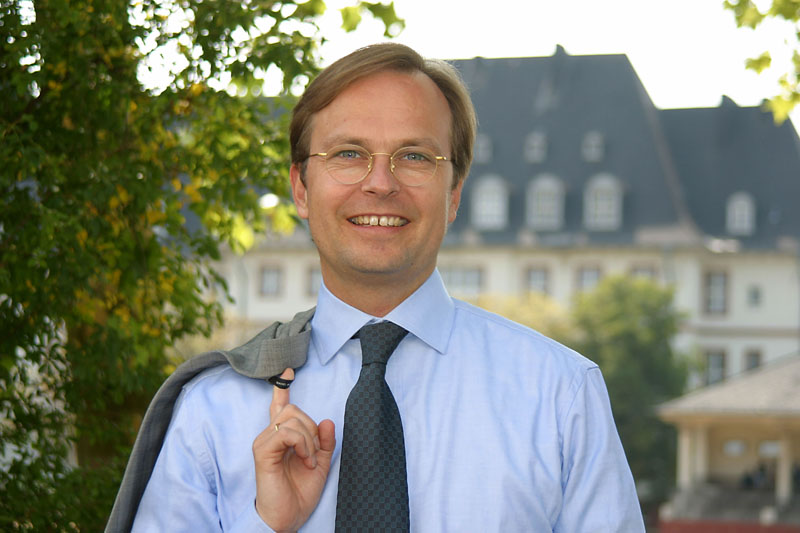
Thomas Rachel

- Renker, Armin (1891–1961), Fabrikant, Papierforscher, Schriftsteller, Politiker
- Reuvekamp, Silvia (* 1972), Germanistin
- Jan Richarz (* 1981), Bauhistoriker und Aachener Dombaumeister
- Rixen, Stephan (* 1967), Jurist und Hochschullehrer
- Rixen, Willi (1909–1968), Maler, Grafiker, Zeichner, Autor
- Robens, Arnold (1758–1820), Geheimschreiber, beigeordneter Bürgermeister in Aachen
- Roeb, Thomas (* 1964), Autor und Professor
- Rombach, Hans Wolfgang (1923–2007), Verwaltungsjurist
- Ruland, Herbert (* 1952), Buchautor und Historiker

### S

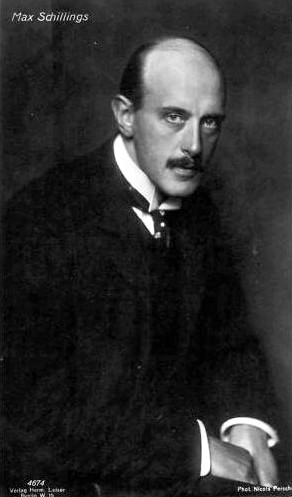
Max von Schillings

- Salentin, Hans (1925–2009), Maler, Zeichner
- Salentin, Hans-Peter (* 1961), Musiker
- Salger, Stephan (* 1990), Fußballspieler
- Saul, Volker (* 1955), Bildhauer und Maler
- Schäfer, Alfred (* 1951), Pädagoge und Hochschullehrer
- Schäfer, Christina (* 1982), Bogenschützin
- Schaffrath, Sven (* 1984), Fußballspieler
- Schauerte, Raphael (1946–2018), Kommunalpolitiker
- Schenkel, Rudolf (1770–1847), Kaufmann
- Schillings, Carl Georg (1865–1921), Wegbereiter der Tierfotografie, Zoologe
- Schillings, Max von (1868–1933), Komponist, Dirigent und Theaterintendant; Bruder von Carl Georg Schillings. Max Schillings wurde 1912 in den Adelsstand erhoben
- Schlößner, Thorsden (* 1961/62), Antiquitätenhändler
- Schmidt, Hartmut (1930–2006), Kirchenmusiker
- Schmidt-Bachem, Heinz (1940–2011), Sammler und Museumsgründer
- Schmitz, Hubert (* 1955), Fußballspieler
- Schmitz, Jean (1912–1999), Maler und Grafiker
- Schmitz, Norbert (1958–1998), Fußballspieler
- Schmitz, Sybille (1909–1955), Schauspielerin
- Schnellinger, Karl-Heinz (1939–2024), Fußballnationalspieler in den 1960er Jahren
- Schoeller, Alexander von (1805–1886), Bankier, Industrieller
- Schoeller, Benno (1828–1908), Papierfabrikant und Mäzen
- Schoeller, Felix Heinrich (1821–1893), Papierfabrikant und Mitbegründer der Dürener Eisenbahn
- Schoeller, Felix Hermann Maria (1855–1907), Papierfabrikant auf Burg Gretesch
- Schoeller, Gustav Adolph von (1826–1889), Großunternehmer und Montanindustrieller in Österreich
- Schoeller, Heinrich August (1788–1863), Papierfabrikant auf Schoellershammer
- Schoeller, Hubertus (* 1942), Galerist, Kunstsammler und -mäzen
- Schoeller, (Philipp Eberhard) Leopold (1830–1896), Dürener Unternehmer in Breslau
- Schoeller, Philipp Wilhelm von (1797–1877), Dürener Unternehmer in Brünn
- Schoeller, Rudolf (1902–1978), Automobilrennfahrer
- Schoeller, Rudolf Wilhelm (1827–1902), Unternehmer in Breslau und Zürich und Konsul der Schweiz
- Schregel, Josef (1865–1946), Heimatdichter, Ehrenbürger seit 1930
- Schroeder-Heister, Peter (* 1953), Logiker
- Schröteler, Daniel (* 1974), Jazzschlagzeuger
- Schumacher, Toni (* 1954), eigentlich Harald Anton Schumacher, Fußballspieler, Nationaltorwart und Vizepräsident des 1. FC Köln
- Schwartmann, Rolf (* 1965), Jurist
- Schwarz, Hermann (1864–1951), Philosoph und Hochschullehrer
- Schwer, Stefan (1902–1990), Opernsänger
- Serner, Jan (* 1975), Leichtathlet
- Siepen, Adam (1851–1904), fußmalender Kunstmaler
- Simon von Düren († 1470); Karmelit, von 1457 bis 1470 Weihbischof des Bistums Worms
- Sommer, Benno (1922–2012), Architekt, Karikaturist und Designer
- Sonoré, Josef (1791–1853), Offizier und Landrat
- Stammel, Eberhard (1833–1906), Maler der Düsseldorfer Schule
- Statius von Düren (1520–1570), Terrakottabildhauer
- Stollenwerk, Georg (1930–2014), Fußballnationalspieler
- Strahn, Jo (1904–1997), Maler
- Strauch, Rudolf (1929–2019), Journalist

### T

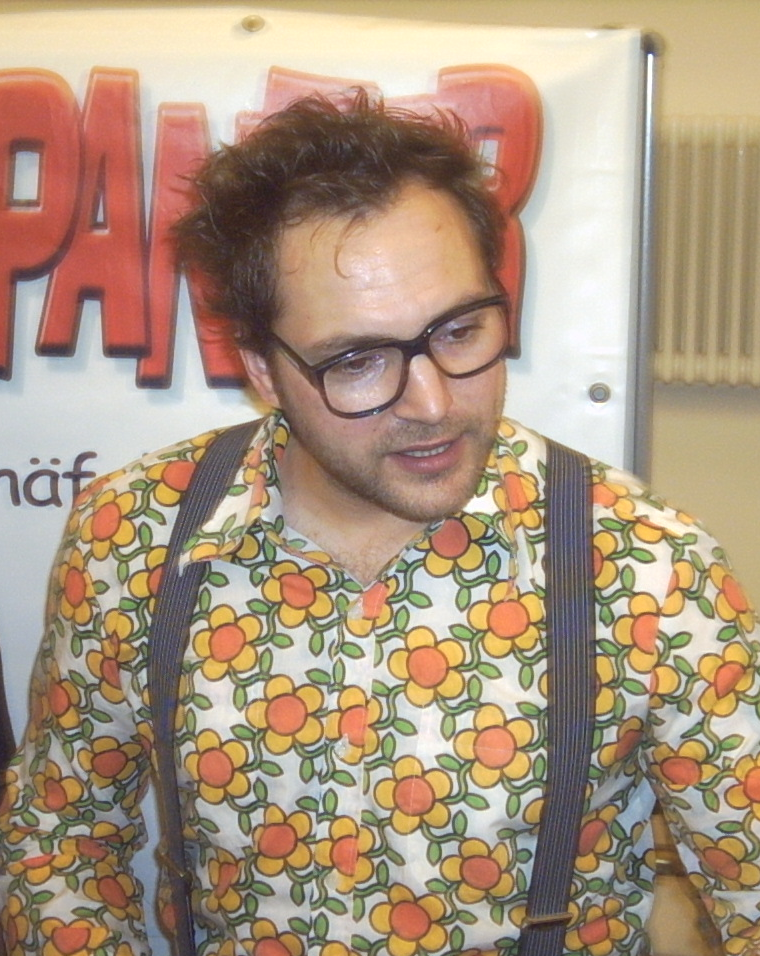
Dieter Tappert als Paul Panzer

- Tappert, Dieter (* 1972), Komiker (als Paul Panzer)
- Temür, Mahmut (* 1989), Fußballspieler
- Terhoeven, Petra (* 1969), Historikerin
- Thate, Albert (1903–1982), Kirchenmusiker, Komponist
- Thelen, Werner (* 1947), Fußballspieler
- Tingart, Markus (* 1968), Orthopäde und Hochschullehrer
- Trodler, Dagmar (* 1965), Schriftstellerin

### V
- Vogt, Lars (1970–2022), Pianist und Dirigent
- Vorholt, Julia (* 1969), Mikrobiologin

### W
- Wagner, Katharina, Richterin am Bundesfinanzhof
- Wagner, Ulla, Regisseurin, Autorin
- Weingartz, Carl (1912–1990), Maler, Grafiker und Bildhauer
- Weiser, Patrick (* 1971), Fußballspieler
- Welfens, Paul J. J. (1957–2022), Volkswirt
- Wenzlaff, Max (1891–1974), Maler
- Weyh, Florian Felix (* 1963), freier Journalist, Schriftsteller und Essayist
- Winters, Stephan Hugo (* 1963), politischer Beamter, Staatsrat in Hamburg
- Winters, Uli (* 1965), Schriftsteller, Medien- und Maschinenkünstler

### Z
- Zander, Willi (* 1946), Fußballspieler
- Zielonka, Manfred (* 1960), Boxer im Halbmittelgewicht
- Ziesche, Maria Calasanz (1923–2001), Ordensschwester
- Zimmermann, Annemarie (* 1940), olympische Goldmedaillengewinnerin

## Persönlichkeiten, die in Düren wohnen oder wohnten
- Agris, Peter von (1900–1953), Unternehmer und Politiker
- Aler, Paul (1656–1727), Jesuit
- Bender, August (1909–2005), Lagerarzt im KZ Buchenwald
- Beier, Peter (1934–1996), evangelischer Theologe
- Bierhoff, Eduard (1900–1981), ehemaliger Oberkreisdirektor des Kreises Düren
- Bierhoff, Oliver (* 1968), Fußballspieler und -funktionär Oliver Bierhoff

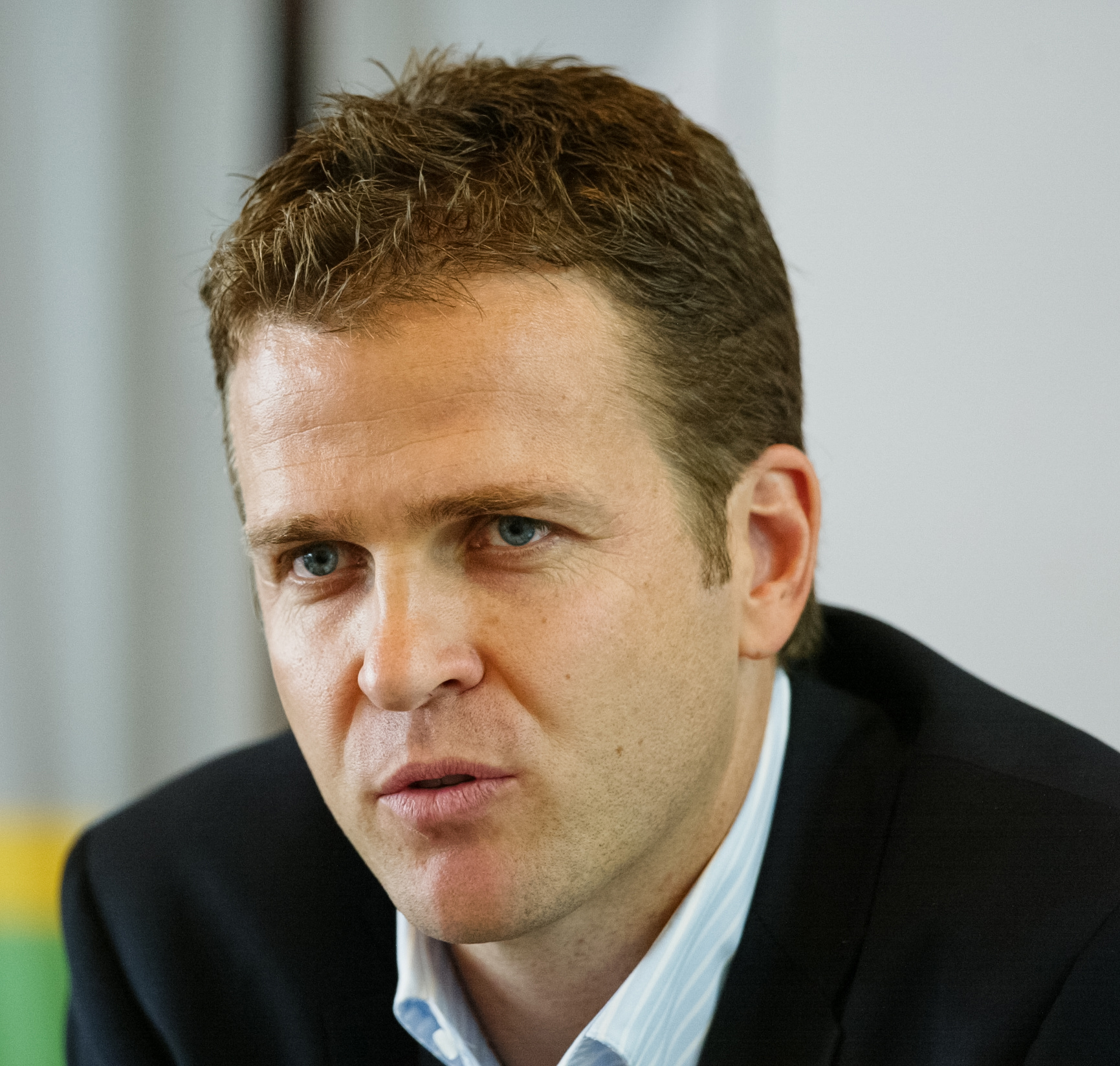
Oliver Bierhoff

- Börstinghaus, Gustav (1854–1929), Architekt
- Brockel, Herbert (* 1965), Spitzenkoch
- Carl Canzler (1858–1919), Unternehmensgründer und Apparatebauindustrieller
- Celan, Kaca (* 1956), Theaterregisseurin
- Çokgezen, Serhat (* 1984), Schauspieler
- Creutz, Eckhard (* 1943), Stadtdirektor
- Dorn, Anja (* 1971), Museumsdirektorin
- Eichhorn, Diana, Fernsehmoderatorin
- Eimert, Dorothea (* 1944), Kunsthistorikerin, ehem. Museumsdirektorin
- Elles, Wilma (* 1986), Schauspielerin
- Fisch, Klaus (1893–1975), Maler
- Flecke-Schiefenbusch, Erna (1905–1944); Theaterintendantin und Schauspielerin
- Geismann, Johannes (* 1960), Staatssekretär
- Germscheid, Anton (1885–1971), Landrat
- Geuer, Peter (1896–1974), Oberbürgermeister
- Günther, Friedrich (1791–1848), Bürgermeister und Arzt
- Haberer, Hans von (1875–1958), Chirurg
- Hauser, Bruno (1907–1965), Bildhauer
- Herold, Ted (1942–2021), Schlagersänger, wohnte zwei Jahre lang in Echtz
- Heusgen, Fritz (1880–1959), Oberbürgermeister
- Hirte, Michael (* 1964), Gewinner Das Supertalent 2008 Michael Hirte

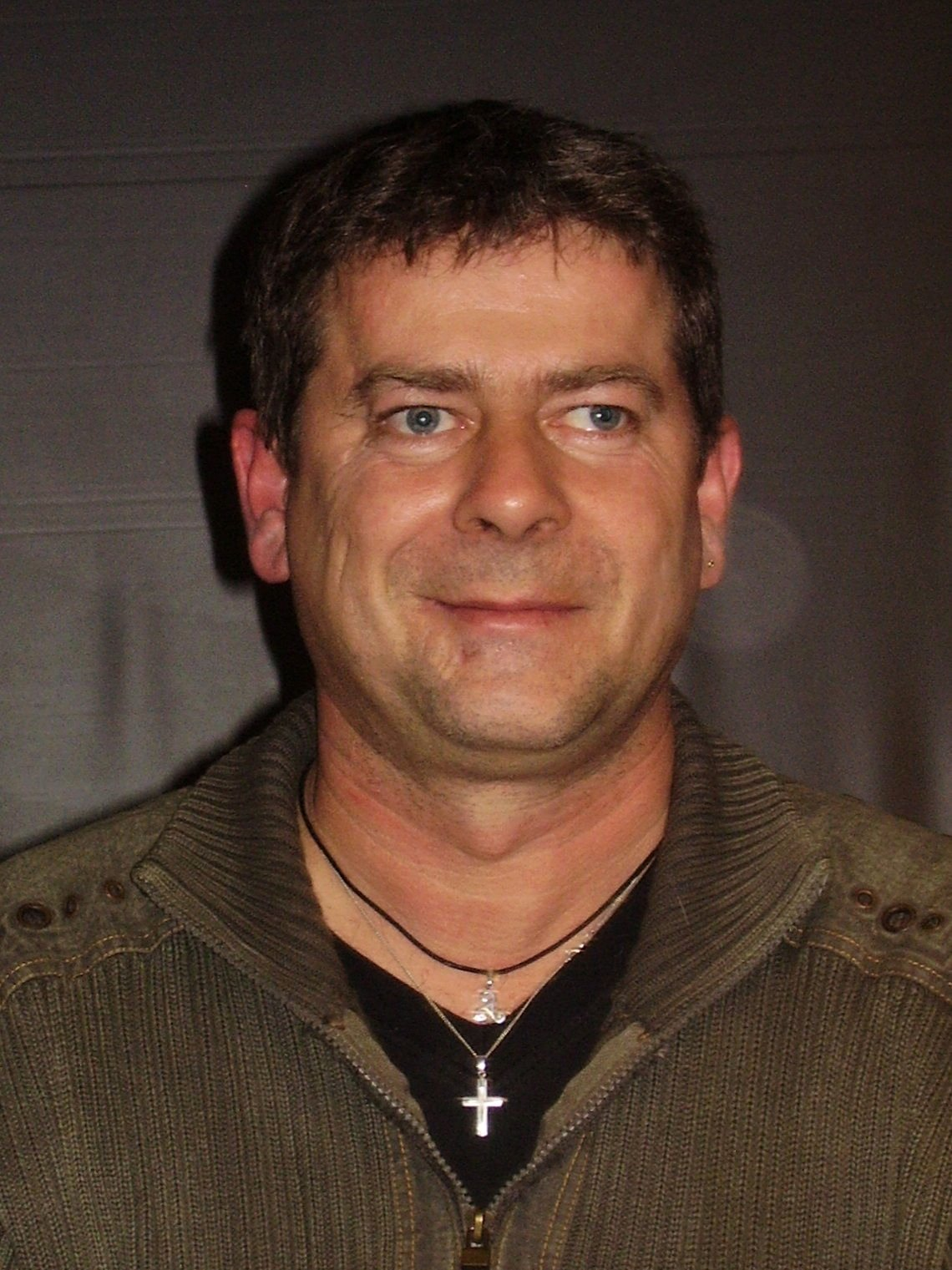
Michael Hirte

- Hoesch, Agnes (1839–1903), Wohltäterin und Stifterin
- Hoesch, Eberhard (1790–1852), Unternehmer
- Hoppe, Jörg-Dientrich (1940–2011), Ex-Präsident der Bundesärztekammer
- Hutten, Theodor (1535–1603), Bürgermeister von Düren
- Huttula, Gerhard (1902–1996), Kameramann
- Jügel, Henriette (1778–1850), Landschafts- und Porträtmalerin
- Kaspers, Wilhelm (1890–1961), Ortsnamenforscher
- Keller, Fritz (1891–1943), katholischer Priester und Märtyrer
- Keller, Heide (1939–2021), Schauspielerin
- Kesselkaul, Otto (1863–1933), Landrat von 1909 bis 1920
- Klotz, August (1857–1925), Oberbürgermeister
- Kobus, Waldemar (* 1966), Schauspieler
- Koch, Josef (1881–1963), Oberbürgermeister
- Kolenda, Jochen (* 1953), Schauspieler
- Köttgen, Heinrich (1911–1988), Oberpfarrer an St. Anna
- Kotthaus, Heinz (1917–1972), Oberbürgermeister, Oberstudiendirektor
- Krawutschke, Franz (1862–1940), Wanderwart
- Kreutzberg, Karl (1912–1977), Handballspieler
- Krischer, Oliver (* 1969), Bundestagsabgeordneter Oliver Krischer

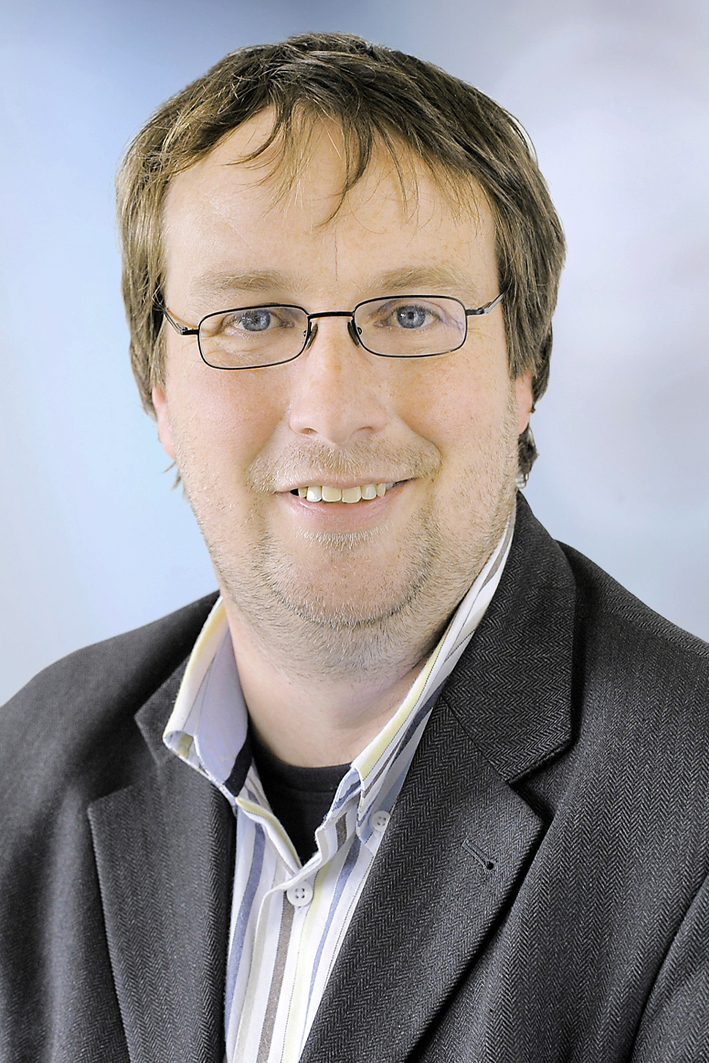
Oliver Krischer

- Kühn, Dieter (1935–2015), Schriftsteller
- Küper; Walter (1903–1986), Oberbürgermeister
- Lehmacher, Hans (1925–1992), Stadtdirektor
- Lentz, Hubert (1927–2014), (Ober-)Stadtdirektor
- Lenzen, Majella (1938–2025), ehemalige Ordensschwester und Buchautorin
- Liebermeister, Gustav (1879–1943), Arzt
- Maroufi, Abbas (1957–2022), iranischer Schriftsteller
- Mensching, Gustav (1901–1978), Religionswissenschaftler
- Meyer, Dietrich (1939–2023), Manager
- Mohr, Franz (1927–2022), Autor und Klaviertechniker
- Müler, Malgorzata (* 1968), Sprachwissenschaftlerin
- Neumann-Neander, Ernst (1871–1954), Bildhauer, Grafiker, Kunstmaler, Automobil- und Motorradkonstrukteur und -fabrikant
- Oppenheim, Max (1876–1947), Lehrer, Chasan und Rendant
- Overhues, Ernst (1877–1972), Oberbürgermeister
- Peil, Roland (* 1967), Percussionist
- Preisinger, Michael (* 1962), Journalist, Schriftsteller und Drehbuchautor
- Ripping, Ludwig Hugo (1837–1898), Psychiater, Direktor der Psychiatrischen Anstalt in Düren
- Rody, Georg (1880–1944), Pfarrer in Birkesdorf
- Rückriem, Ulrich (* 1938), Bildhauer
- Schaaf, Paul (1885–1966), Landrat
- Schäfer, Christina (* 1982), Bogenschützin
- Schenkel, Catharina (1774–1852), Stifterin
- Schmitz, Peter Josef (1879–1944), Oberbürgermeister
- Schock, Rudolf (1915–1986), Opernsänger
- Schoeller, Leopold (1792–1884), Unternehmer
- Schönwälder, Rainer (1940–2025), Fußballspieler
- Schoop, August (1858–1932), Historiker, Stadtarchivar
- Schwaetzer, Irmgard (* 1942), Politikerin Irmgard Schwaetzer
- Sievers, Harald (* 1975), Landrat

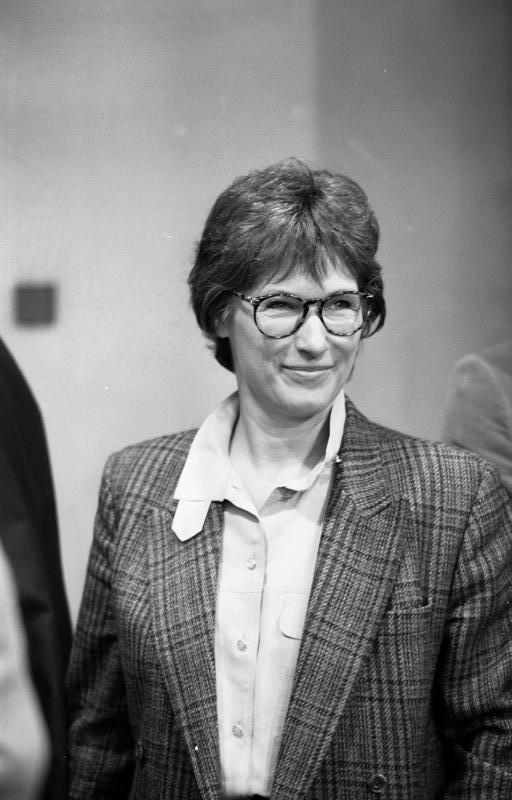
Irmgard Schwaetzer

- Siewe-Reinke, Alfred (* 1959), Journalist, Mitbegründer von Radio Rur
- Sommer, Josef (1877–1951), Rektor in Merken und Heimatforscher
- Spies, Heinrich (1890–1961), Oberbürgermeister
- Spitta, Melanie (1946–2005), Filmemacherin und Bürgerrechtlerin
- Stiegler, Alfred (1904–1972), Bürgermeister
- Stollmann, Jost (* 1955), Unternehmer
- Stramm, August (1874–1915), Dichter und Dramatiker
- Stürtz, Emmerich (1811–1898), Landrat und Ehrenbürger
- Tacke, Achim (* 1953), Autor und Journalist
- Trahndorff, Ernst (1850–1914), Schriftsteller
- Türk, Karl Heinz (1926–2019), Autor, Heimatforscher und Historiker
- Tworuschka, Udo (* 1949), Religionswissenschaftler
- Vaßen, Franz Anton (1799–1891), Dechant und erster Ehrenbürger
- Ventzke, Karl (1933–2005), Philologe
- Vogt, Wolfgang (1929–2006), Politiker (CDU), MdB, Staatssekretär und Bürgermeister
- Vosen, Josef (1943–2012), Politiker
- Wendt, Ell (1896–1944), Schriftstellerin
- Werder, Hans Klaus von (1892–1972), preußischer Leutnant
- Werners, Hubert Jakob (1831–1894), Oberbürgermeister
- Wester, Wilhelm (1889–1960), Pfarrer
- Wüllenweber, Lisa (* 1992), Autorin
- Younga-Mouhani, Maccambes (* 1974), Fußballspieler
- Zucker, Gerhard (1908–1985), Raketentechniker